# Anolis occultus
Espèce
Synonymes
- Deiroptyx occultus (Williams & Rivero, 1965)

Statut de conservation UICN

 LC  : Préoccupation mineure

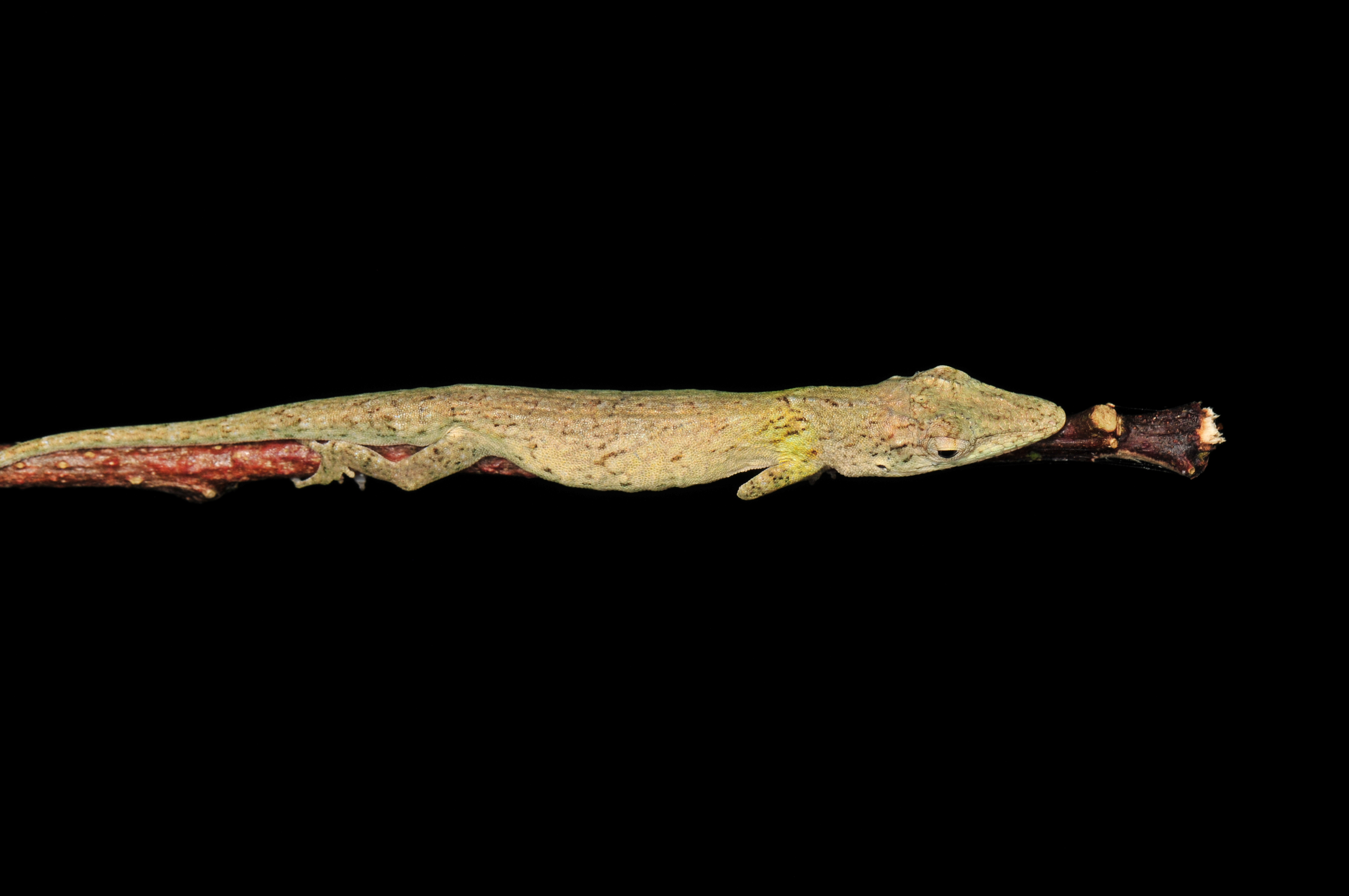
Anolis occultus est une espèce de sauriens de la famille des Dactyloidae

Anolis occultus est une espèce de sauriens de la famille des Dactyloidae. 

## Répartition
Cette espèce est endémique de Porto Rico.

## Description
Les mâles mesurent jusqu'à 42 mm et les femelles jusqu'à 40 mm.

## Publication originale
- Williams & Rivero, 1965 : A new anole (Sauria, Iguanidae) from Puerto Rico. Part I. Description. Breviora, no 231, p. 1-9 (texte intégral).